# Scooby Doo Legenda Fantozaurului
Scooby-Doo! Legenda Fantozaurului (engleză Scooby-Doo! Legend of the Phantosaur) este al șaisprezecelea film de animație direct-pe-video care se bazează pe desenul animat Scooby-Doo. A fost lansat în 6 septembrie 2011. Înainte însă filmul s-a difuzat pe Cartoon Network în 3 septembrie 2011, la ora 19 după-masa.
În România filmul a fost distribuit în 2011 de Pro Video pe DVD, iar în 7 noiembrie 2015 a avut premiera pe Cartoon Network.

## Rezumat
Cei cinci prieteni se confruntă iarăși cu una din aventurile care i-au făcut celebri și în care regăsim situațiile pline de umor create de câinele Scooby Doo și de prietenul său Shaggy, doi smiorcăiți puși întotdeauna pe șotii și mereu în încurcătură. 
Pentru a scăpa de plictiseală, Daphne propune o excursie în orășelul La Serena, la reședinta unchiului ei, profesorul Hubley, unde se vor afla în mijlocul unui complot care implică deopotrivă pe geologii Svankmajer și Winsor, răufăcătorii Blair și Babbit, studenți geologi și motocicliști, toți în jurul mitului creat de fantoma unui Tiranozaur Rex.
Ca de obicei de dezlegarea misterului se ocupă Fred, Daphne și, într-un târziu, Velma, implicată în acest film într-o legătură romantică împreună cu Winsor.